# Bec Hyatt
Rebecca „Bec“ Hyatt (* 11. Februar 1989 in Launceston, Australien als Rebecca Rawlings) ist eine australische MMA-Kämpferin.

## Leben
Bec Hyatt wuchs auf der australischen Insel Tasmanien auf. In ihrer frühen Jugend betrieb sie Basketball, Gymnastik und Leichtathletik. Nach einer rapiden Gewichtszunahme entdeckte sie 2010 Kickboxen für sich, um diese Probleme in den Griff zu bekommen. Wegen der in Tasmanien eingeschränkten Möglichkeiten ihren Sport auszuüben, zog sie 2011 nach Brisbane um. Dan Hyatt, ihr dortiger Trainer und späterer Ehemann, begeisterte sie für MMA. Bec Hyatt hat zwei Söhne, Zake und Enson.

## Sportliche Laufbahn

### Australien
Die für ihren aggressiven Kampfstil und ihr extravagantes Aussehen bekannte Hyatt begann ihre Karriere 2010 in Tasmanien, zunächst mit Kickboxen. Nach ihrem Umzug nach Brisbane gab sie ihr MMA-Debüt am 15. Oktober 2011 auf der Veranstaltung „Brace for War 12“ in Hobart, Tasmanien. Dieser Kampf wurde im Bantamgewicht angesetzt. So musste Hyatt gegen ihre wesentlich erfahrenere Gegnerin, Rhiannon Thompson, für diesen Kampf ihre angestammte Gewichtsklasse Strohgewicht verlassen. Durch einen spektakulären Kopfkick von Thompson verlor Hyatt durch K. o. in der ersten Runde.
Nachdem sie wieder zum Strohgewicht gewechselt hatte, gewann sie ihre folgenden vier Kämpfe gegen die australischen Gegnerinnen Sarah Morrison, Daniela Marjanovic, Rachel Sheridan und Christina Tatnell. Hierdurch wurde die US-amerikanische MMA-Organisation „Invicta Fighting Championships“ Ende 2012 auf sie aufmerksam.

### Invicta Fighting Championships
Im November 2012 unterzeichnete Bec Hyatt einen Vertrag über drei Kämpfe bei InvictaFC. Ihr erster Einsatz fand bereits am 5. Januar 2013 bei der Veranstaltung InvictaFC 4: Esparza vs. Gadelha statt. Zunächst sollte sie dort gegen die Schottin Joanne Calderwood kämpfen. Wegen einer Verletzung von Claudia Gadelha kurz vor der Veranstaltung wurde ihr angeboten, den Hauptkampf um die „Invicta FC Strawweight Championship“ gegen Carla Esparza zu bestreiten. Trotz der kurzen Vorbereitungszeit nahm Hyatt, ohne zu zögern, an. Von den Fachleuten als klare Außenseiterin deklariert, hielt Bec Hyatt die volle Kampfzeit von 5 Runden gut mit und konnte sogar die Siegerin Carla Esparza gegen Ende noch stark unter Druck setzen. Das Ergebnis war eine einstimmige Punkteentscheidung der Kampfrichter für Esparza.
Als bekannt wurde, dass die erste Australierin in USA für eine große MMA-Veranstaltung gebucht wurde, begannen die australischen Medien sich stark für sie zu interessieren. In zahlreichen TV-Sendungen, Zeitungen und Zeitschriften wurde sie interviewt und Artikel verfasst. Dieses setzte sich dann auch in USA fort. Die deutsche Internetseite „Boxhaus Blog“ veröffentlichte ebenfalls ein Interview mit Hyatt. Dadurch bekam sie viele neue Fans und wurde von diesen zur „2012 Favourite Female Fighter“ gewählt. Bec Hyatt kämpfte bei der Veranstaltung Invicta FC 5 am 5. April 2013 im Ameristar Casino Hotel in Kansas City (Missouri), USA gegen die Österreicherin Jasminka Cive. Diesen Kampf konnte sie durch einen Aufgabegriff (Armbar) gewinnen. Bei InvictaFC 6 am 13. Juli 2013 musste sie sich der erst 18-jährigen Japanerin Mizuki Inoue geschlagen geben.

### Ultimate Fighting Championship
Rawlings wurde für die 20. Staffel der Reality-Show The Ultimate Fighter mit dem Untertitel A Champion will be crowned verpflichtet und war der siebte Pick des Coaches Gilbert Melendiz. Während der dritten Episode wurde bekannt, dass ihr Vater an Parkinson gestorben sei. Rawling verlor ihren Prelim-Fight gegen Tecia Torres durch Unanimous Decision und war somit aus dem Turnier ausgeschieden. Dennoch bekam sie eine weitere Gelegenheit zu einem Fight gegen Heather Clark, den Rawling ebenso verlor. Sie bekam einen Vertrag bei der UFC und gewann ihre ersten beiden Fights gegen Lisa Ellis und Seo Hee Ham. Danach folgten vier Niederlagen, drei davon durch Punktentscheidung.

## MMA-Statistik
| Ergebnis   | Profi-Rekord | Gegner                           | Datum             | Veranstaltung                                    | Methode                                | Runde | Zeit |
| ---------- | ------------ | -------------------------------- | ----------------- | ------------------------------------------------ | -------------------------------------- | ----- | ---- |
| Niederlage | 0-1          | „The Tornado“ Rhiannon Thompson  | 15. Oktober 2011  | BFW 12 - Brace For War 12                        | KO (Tritt gegen Kopf)                  | 1     | 2:30 |
| Sieg       | 1-1          | Sarah Morrison                   | 18. Februar 2012  | BFW 12 - Brace For War 14                        | Aufgabe (Armbar)                       | 2     | 0:52 |
| Sieg       | 2-1          | Daniela „Disko“ Marjanovic       | 14. April 2012    | AFC 3 - Australian Fighting Championship 3       | Technische Aufgabe (Rear-Naked Choke)  | 1     | 0:21 |
| Sieg       | 3-1          | Rachel Sheridan                  | 9. Juni 2012      | Valor Fight 1 - Resolution                       | Punktentscheidung (Mehrheitsentscheid) | 3     | 3:00 |
| Sieg       | 4-1          | Christina „Creepy“ Tatnell       | 20. Oktober 2012  | Nitro MMA - Nitro 7                              | TKO (Schläge)                          | 1     | 0:37 |
| Niederlage | 4-2          | Carla „Cookie Monster“ Esparza   | 5. Januar 2013    | Invicta FC 4 - Esparza vs. Hyatt                 | Punktentscheidung (einstimmig)         | 5     | 5:00 |
| Sieg       | 5-2          | Jasminka „Impressive“ Cive       | 5. April 2013     | Invicta FC 5 - Penne vs. Waterson                | Aufgabe (Armbar)                       | 1     | 3:30 |
| Niederlage | 5-3          | Mizuki Inoue                     | 13. Juli 2013     | Invicta FC 6 - Cyborg vs. Coenen 2               | Punktentscheidung (einstimmig)         | 3     | 5:00 |
| Niederlage | 5-4          | Heather „Hurricane“ Clarke       | 12. Dezember 2014 | UFC - The Ultimate Fighter 20 Finale             | Punktentscheidung (einstimmig)         | 3     | 5:00 |
| Sieg       | 6-4          | Lisa Ellis                       | 10. Mai 2015      | UFC - Fight Night 65 - Miocic vs. Hunt           | Aufgabe (Rear-Naked Choke)             | 1     | 4:09 |
| Sieg       | 7-4          | Seo Hee Ham                      | 19. März 2016     | UFC Fight Night 85 - Hunt vs. Mir                | Punktentscheidung (einstimmig)         | 3     | 5:00 |
| Niederlage | 7-5          | Paige „12 Gauge“ van Zant        | 27. August 2016   | UFC on Fox 21 - Maia vs. Condit                  | KO (Tritt gegen Kopf & Schläge)        | 2     | 0:17 |
| Niederlage | 7-6          | „The Tiny Tornado“ Tecia Torres  | 4. Februar 2017   | UFC Fight Night 104 - Bermudez vs. Korean Zombie | Punktentscheidung (einstimmig)         | 3     | 5:00 |
| Niederlage | 7-7          | Jessica-Rose „Jessy Jess“ Clarke | 4. Februar 2017   | UFC Fight Night 121 - Werdum vs. Tybura          | Punktentscheidung (geteilt)            | 3     | 5:00 |
| Niederlage | 7-8          | Ashlee „Rebel Girl“ Evans        | 7. April 2018     | UFC 223 - Khabib vs. Iaquinta                    | Punktentscheidung (einstimmig)         | 3     | 5:00 |